# Ludwig Körner
Ludwig Körner, eigentlich Louis Vivegnis (* 22. Dezember 1890 in Großenbaum; † 2. März 1968 in Berlin), war ein deutscher Schauspieler, Regisseur und Gewerkschaftsfunktionär.

## Leben
Körner erhielt durch Hauslehrer Unterricht, da sein Vater als Werkmeister langjährig im Ausland tätig war. Nach dem Abschluss seiner Schulzeit war Körner erst als Kaufmann beschäftigt, um sich bald der Schauspielerei zu widmen. Körner begann seine Schauspielkarriere am 5. April 1913 am Stadttheater in Memel. Danach gehörte er den Ensembles in Sondershausen, Bamberg und Stralsund (1917/18) an. Während des Ersten Weltkrieges leistete Körner zeitweilig Militärdienst und bekam nach Kriegsende 1918 ein Engagement am Lobetheater in Breslau sowie kurz darauf bei den Berliner Reinhardt-Bühnen. Zudem wirkte er auch als Schauspieler in Filmen mit.
Körner wurde 1924 stellvertretender Direktor des Theaters in der Josefstadt und wirkte dort auch als Schauspieler und Regisseur. 1925 wurde Körner Leiter der Wiener Kammerspiele, die während seiner Amtszeit eine Kooperation mit dem Theater in der Josefstadt eingingen, die bis heute Bestand hat.
In Berlin war Körner ab 1928 als Oberspielleiter, Verwaltungsdirektor und Schauspieler am Theater Saarlandstrasse und dem Deutschen Künstlertheater tätig. Ab 1934 war Körner stellvertretender Präsident der Genossenschaft Deutscher Bühnenangehöriger (GDBA), der er seit 1914 angehörte.
Körner war Förderndes Mitglied der SS, am 23. November 1937 beantragte er die Aufnahme in die NSDAP und wurde rückwirkend zum 1. Mai desselben Jahres aufgenommen (Mitgliedsnummer 5.919.698).
Körner stieg zur Zeit des Nationalsozialismus zu einem einflussreichen Theaterfunktionär auf. So bekleidete er bei der Reichstheaterkammer die Funktionen als stellvertretender Geschäftsführer und war beim dortigen Präsidenten als Sonderbeauftragter für Sozialfragen tätig. Vom 5. April 1938 bis 21. April 1942 war Körner Präsident der Reichstheaterkammer und wurde ebenfalls im April 1938 zum Reichskultursenator ernannt. In seiner Funktion als Theaterfunktionär hatte er die Verantwortung für den Ausschluss von Juden und politisch missliebigen Personen aus dem Künstlerverband. Im April 1942 schied Körner aus dem Amt als Präsident der Reichstheaterkammer aus, ob freiwillig oder aus finanziellen Gründen beziehungsweise wegen Differenzen bei Personalentscheidungen ist nicht gesichert. Wahrscheinlich hing das Ausscheiden aus dem Amt auch mit Vorwürfen Hans Hinkels zusammen, der Körner „unkorrekte und autokratische Amtsführung vorwarf“.

„Er hat in seinem Bereich den kleinen Diktator gespielt.“

1943 wurde Körner aus der NSDAP ausgeschlossen. Infolge war Körner, der sich als Funktionär auch für die soziale Absicherung seiner Schauspielkollegen einsetzte, wieder als Schauspieler im Theater und beim Film in Berlin tätig.
Nach dem Ende des Zweiten Weltkrieges wurde Körner 1951 Geschäftsführer und 1953 Vorsitzender der wieder gegründeten Genossenschaft Deutscher Bühnenangestellter beim Landesverband Berlin. Seine Rolle als Theaterfunktionär im Nationalsozialismus spielte in der Bundesrepublik keine Rolle, bereits 1950 war er vollständig rehabilitiert, was auf Unverständnis bei vielen aus dem Exil zurückkehrenden Kulturschaffenden traf. Körner erhielt 1953 das Verdienstkreuz des Verdienstordens der Bundesrepublik Deutschland.

## Werke (Auswahl)
- Winnetou (Spiel in drei Aufzügen nach Karl May), um 1940 und 1951ff. (an mehreren Bühnen aufgeführt, u. a. zu den Festspielen in Bad Segeberg).

## Filmografie
- 1920: Die Nacht und der Leichnam
- 1920: Napoleon und die kleine Wäscherin
- 1921: Am roten Kliff
- 1922: Die Frau mit den 10 Masken. 4. Begebenheit: Das Haus der Verrufenen
- 1922: Wildnis
- 1922: Der alte Gospodar
- 1923: Maud, die große Sensation
- 1936: Die Stunde der Versuchung
- 1943: Die schwarze Robe
- 1944/49: Der Posaunist

## Ehrungen
- Großes Goldenes GDBA-Ehrenzeichen[3]
- Präsident des deutschen Bühnenclubs Berlin[3]
- Ehrenmitglied des Deutschen Theaters Berlin, des Düsseldorfer Schauspielhauses und des Theaters in der Josefstadt Wien[3]
- 1953 Erhalt des Verdienstkreuzes (Steckkreuz) der Bundesrepublik Deutschland[5]